# 诺伊多夫 (布尔根兰州)
诺伊多夫（德語：Neudorf，發音：[ˈnɔʏdɔʁf]，意为“新村”），又称帕恩多夫附近诺伊多夫（德語：Neudorf bei Parndorf），是奥地利布尔根兰州滨湖新锡德尔县的一个市镇，总面积为21.66平方千米，2018年1月1日总人口为720人。